# NGTS-12
NGTS-12とは、地球から452パーセク離れた場所に存在する恒星である。NGTS-12のスペクトル分類はG4である。1つの太陽系外惑星、NGTS-12bが周囲を公転していることが次世代トランジットサーベイ（NGTS）によって発見された。
| 太陽 | NGTS-12   |
| ---- | --------- |
| 太陽 | Exoplanet |

## 惑星系
2020年9月22日、NGTS-12の周囲を公転している太陽系外惑星、NGTS-12bが存在することを公表する論文がarXivに投稿された。NGTS-12bはトランジット法で発見された。公転周期は約7.53日で、主星から約0.0757天文単位離れた位置を公転している。NGTS-12bはトランジット法を使用したTESS、そしてドップラー分光法を使用した高精度視線速度系外惑星探査装置（HARPS）とFEROSによるフォローアップ観測が行われた。NGTS-12bはNGTSが中心となった観測で最も長い公転周期を持つ惑星である。
| 名称 （恒星に近い順） | 質量           | 軌道長半径 （天文単位） | 公転周期 (日)    | 軌道離心率 | 軌道傾斜角 | 半径           |
| --------------------- | -------------- | ----------------------- | ---------------- | ---------- | ---------- | -------------- |
| b                     | 0.208±0.022 MJ | 0.0757±0.0014           | 7.532806±4.8e-05 | —          | 88.9±0.8°  | 1.048±0.032 RJ |